# 住吉停留場 (長崎縣)
住吉停留場（日语：／ Sumiyoshi teiryūjō */?），又稱住吉電車站，是位於長崎縣長崎市住吉町，長崎電氣軌道本線和赤迫支線的電車站。車站編號為12。

## 歷史
住吉停留場在1950年（昭和25年）啟用。當初路線只延伸至此電車站。後來在1960年（昭和35年）此電車站至赤迫停留場之間的赤迫支線開通，該支線沒有中途站。

### 年表
- 1950年（昭和25年）9月16日 - 大橋停留場至此電車站之間開通，此站啟用[4][5]。
- 1960年（昭和35年）5月8日 - 此電車站至赤迫電車站之間開通（赤迫支線）[4]。電車站遷移[5]。

## 電車站構造
電車站是建造在共用行車道上。電車站設有2面2線的低地台相對式月台。從赤迫望向此電車站中，右邊為赤迫方向月台，左邊為長崎站前方向月台。
在2007年（平成19年）1月，月台上蓋被替換。

### 運行系統
此電車站是本線和赤迫支線電車站之一。當中1、2、3系統駛入此站，並且三條系統會直通運輸兩線。

## 使用狀況
根據「長崎電軌」的調査，以下為1日的上下車人次資料。大部分乘客都是前往長崎站前方向，少部分乘客是前往赤迫方向。使用此站的乘客多數是前往商店街購買。雖然此電車站至長崎站之間的路段中，電車與JR並行，而此電車站也鄰近西浦上站，可是由於乘坐電車前往長崎市中心比較方便，因此此電車站的使用人次高於西浦上站。
- 1998年 - 4,298人[1]
- 2015年 - 3,400人[10]

## 電車站周邊
此電車站位於長崎市北部的最大型市街中。此電車站與鄰電車站昭和町通停留場之間的道路兩旁都設有商店街的拱廊。曾經電車站附近較少住宅，後來隨著電車開通後開始發展該地區。
電車站靠近長崎站一方設有長崎巴士、縣營巴士的「住吉」巴士站。此電車站成為了前往長崎市郊的巴士路線與路面電車的轉乘地點。
- 住吉神社
- JR九州長崎本線（長與支線）西浦上站
- 中園拱廊
- 住吉拱廊

## 相鄰電車站
長崎電氣軌道
本線（■1號系統、□2號系統、■3號系統）
住吉（12）－昭和町通（13A）（赤迫方向單向停靠）－千歲町（13）
赤迫支線（■1號系統、□2號系統、■3號系統）
赤迫（11）－住吉（12）

## 注腳
1. 1 2  田栗 & 宮川 2000，第44頁.
2. 1 2 3 4  田栗 & 宮川 2000，第45頁.
3. 1 2 3 4  田栗 2005，第60–61頁.
4. 1 2  田栗 2005，第157頁.
5. 1 2  今尾 2009，第57頁.
6. ↑  100年史，第130頁.
7. 1 2  川島 2013，第44頁.
8. ↑  川島 2007，第116頁.
9. 1 2  100年史，第113頁.
10. ↑  100年史，第125頁.